# エーアイテック
株式会社エーアイテック（英: AITEC CO., LTD.）は、産業用省力化機器（FA機器）メーカー。本社を長野県松本市の松本臨空工業団地内に置く。
創業者の大林頼彦は、映画監督大林宣彦の従兄弟にあたる。

## 事業内容
- 産業用省力化機械の開発・設計・製造・販売

## 主な製品
- 低高温検査機
- 冷凍機
- 異型部品挿入機
- 防湿剤塗布機